# Hydrophyllum fendleri
Espèce
Hydrophyllum fendleri, est une espèce de plantes de la famille des Hydrophyllaceae.